# Jaheel Hyde
Jaheel Hyde (né le 2 février 1997) est un athlète jamaïcain, spécialiste du 400 mètres haies.

## Biographie
Vainqueur du 110 mètres haies (91,4 cm) lors des championnats du monde cadets 2013, à Donetsk en Ukraine, il remporte l'année suivante le titre du 400 mètres haies lors des championnats du monde juniors d'Eugene, aux États-Unis, en établissant un nouveau record personnel en 49 s 29.
Le 20 mai 2017, il porte son record personnel à 48 s 52. Il remporte le titre national le 23 juin en 48 s 53.

## Palmarès
| Date | Compétition                    | Lieu       | Résultat | Épreuve               | Temps   |
| ---- | ------------------------------ | ---------- | -------- | --------------------- | ------- |
| 2013 | Championnats du monde cadets   | Donetsk    | 1er      | 110 m haies (91,4 cm) | 13 s 13 |
| 2014 | Championnats du monde juniors  | Eugene     | 1er      | 400 m haies           | 49 s 29 |
| 2014 | Jeux olympiques de la jeunesse | Nankin     | 1re      | 110 m haies (91,4 cm) | 12 s 96 |
| 2016 | Championnats du monde juniors  | Bydgoszcz  | 1er      | 400 m haies           | 49 s 03 |
| 2018 | Jeux du Commonwealth           | Gold Coast | 3e       | 400 m haies           | 49 s 16 |
| 2022 | Championnats du monde          | Eugene     | 6e       | 400 m haies           | 48 s 03 |
| 2022 | Jeux du Commonwealth           | Birmingham | 2e       | 400 m haies           | 49 s 78 |
| 2023 | Jeux panaméricains             | Santiago   | 1er      | 400 m haies           | 49 s 19 |

## Records
| Épreuve     | Performance | Lieu   | Date            |
| ----------- | ----------- | ------ | --------------- |
| 400 m haies | 48 s 03     | Eugene | 19 juillet 2022 |